# Rkomi
Rkomi, pseudonimo di Mirko Manuele Martorana (Milano, 19 aprile 1994), è un rapper e cantautore italiano.

## Biografia

### Primi anni
Nato nel 1994 a Milano, Mirko Manuele Martorana è cresciuto nel quartiere popolare di Calvairate, facente parte del Municipio 4 e situato nella parte est della periferia milanese. Ha frequentato fino al terzo anno l'istituto alberghiero CFP Galdus, per poi abbandonare gli studi all'età di diciassette anni senza conseguire il diploma e fino ai ventuno anni ha lavorato come barista, muratore e lavapiatti.
È stato coinquilino di Tedua, di cui sarebbe dovuto diventare tour manager.

### 2013-2016:Calvairate MixtapeeDasein Sollen
In più occasioni Rkomi ha dichiarato di essere stato avviato alla carriera musicale da Tedua, suo amico d'infanzia.
I primi progetti musicali sono Keep Calm Mixtape (con Sfaso) nel 2012 e Cugini bella vita EP (con Pablo Asso) nel 2013, seguiti dal più noto Calvairate Mixtape, una raccolta amatoriale di brani scritti a sei mani (oltre a lui, vi parteciparono Tedua e Izi) pubblicata nel 2014.
Fanno seguito quasi due anni di silenzio, interrotto dalla pubblicazione del brano Dasein Sollen sulla piattaforma YouTube. Il titolo della canzone è un chiaro riferimento al concetto heideggeriano di dasein, che il rapper di Calvairate aveva conosciuto tramite casuali ricerche sul web. Il 13 ottobre 2016, Rkomi ha pubblicato l'EP Dasein Sollen, attraverso l'etichetta Digital Distribution.

### 2017: Le prime collaborazioni eIo in terra
A seguito della buona accoglienza di Dasein Sollen (il singolo Aeroplanini di carta, realizzato in collaborazione con Izi, viene certificato disco di platino), Rkomi è stato scelto dal cantautore Calcutta per lo show di apertura ad un live a Torino.
Entrato in contatto con Shablo, già produttore di Rkomi in Aeroplanini di carta, Rkomi ha deciso di sottoscrivere un contratto con l'etichetta Roccia Music, gestita dallo stesso Shablo e da Marracash. Il 13 marzo 2017 ha rivelato poi di essere in procinto di pubblicare il suo primo album in studio, sotto Universal.
L'8 settembre 2017 è stato pubblicato l'album Io in terra, composto da quattordici tracce con la collaborazione di Marracash (in Milano Bachata), Noyz Narcos (in Verme) e Alberto Paone (in Mai più), batterista di Calcutta. L'album era stato anticipato dai singoli Solo, Apnea e Mai più. Al suo esordio nelle classifiche musicali, Io in terra ha raggiunto la vetta della classifica FIMI e certificato disco d'oro, mentre i singoli Milano Bachata, Apnea e Mai più sono stati certificati dischi di platino.

### 2018-2021:Ossigeno - EPeDove gli occhi non arrivano
Il 26 giugno 2018 Rkomi ha annunciato l'uscita prossima di un EP, intitolato Ossigeno - EP, che verrà poi pubblicato il 13 luglio seguente, accompagnato da un'edizione vinile ed un libro autobiografico. Dal disco viene estratto il singolo Acqua calda e limone, che vede la partecipazione del collega Ernia; in aggiunta, sono presenti collaborazioni con Tedua, Night Skinny e Mc Bin Laden. La stagione del 2018 si chiude con il singolo Non ho mai avuto la mia età, realizzato in occasione dell'uscita del videogioco Assassin's Creed: Origins, e che con il suo citazionismo si presenta come un vero e proprio omaggio alla saga videoludica prodotta da Ubisoft. Per i suoi lavori, Rkomi riceve inoltre due dischi d'oro (Solletico e Acqua calda e limone).
Il 19 febbraio 2019, dopo aver misteriosamente affisso un manifesto nella metropolitana di Milano con riportato il suo nome ed alcuni giudizi espressi da altri artisti su di lui, Rkomi rivela di aver intenzione di pubblicare l'album Dove gli occhi non arrivano il 22 marzo seguente: il disco prevede la partecipazione di Jovanotti, Elisa (alla traccia Blu, rilasciata come singolo d'anticipo l'8 marzo), Carl Brave, Sfera Ebbasta, Dardust e Ghali. L'album bissa l'esordio in vetta alla Top Album della FIMI, come già successo a Io in terra.
Il periodo che parte dalla fine del 2019 agli inizi del 2021 è rappresentato dalle varie collaborazioni fatte dal rapper e dall'EP live ...dal vivo (Live in Milano), tra queste troviamo: Oblò con il rapper Bresh, Blu Part II con la cantante Elisa, ovvero il continuo del singolo Blu precedentemente rilasciato, Vento sulla Luna con Annalisa, Colori con Tedua e Nuove strade, con Ernia, Gaia, Samurai Jay, e Madame, con quest'ultima collabora in vari altri singoli, e anche nel singolo Bugie, inserito nel primo album della cantante, dov'è anche presente il cantante Carl Brave.

### 2021-2023:Taxi Drivere primo Sanremo
Il 1º aprile 2021 Rkomi ha fissato la data di pubblicazione del terzo album in studio, intitolato Taxi Driver, per il successivo 30 aprile. Il primo estratto, Ho spento il cielo in collaborazione con Tommaso Paradiso, ne ha anticipato l'uscita il 14 aprile. Come i predecessori, Taxi Driver ha debuttato direttamente al primo posto della classifica FIMI Album; nella stessa settimana la traccia Nuovo range, una collaborazione con il trapper Sfera Ebbasta, ha raggiunto la vetta della Top Singoli e tutti i brani contenuti all'interno del disco si sono classificati entro le prime cento posizioni della suddetta graduatoria. Il 24 settembre del 2021 è stato pubblicato l'album dal vivo Taxi Driver (MTV Unplugged), con all'interno le precedenti tracce modificate e cantate in live, con l'aggiunta di pezzi più datati e una cover di Vasco Rossi. A dicembre ha collaborato insieme ad Elodie nel singolo La coda del diavolo.

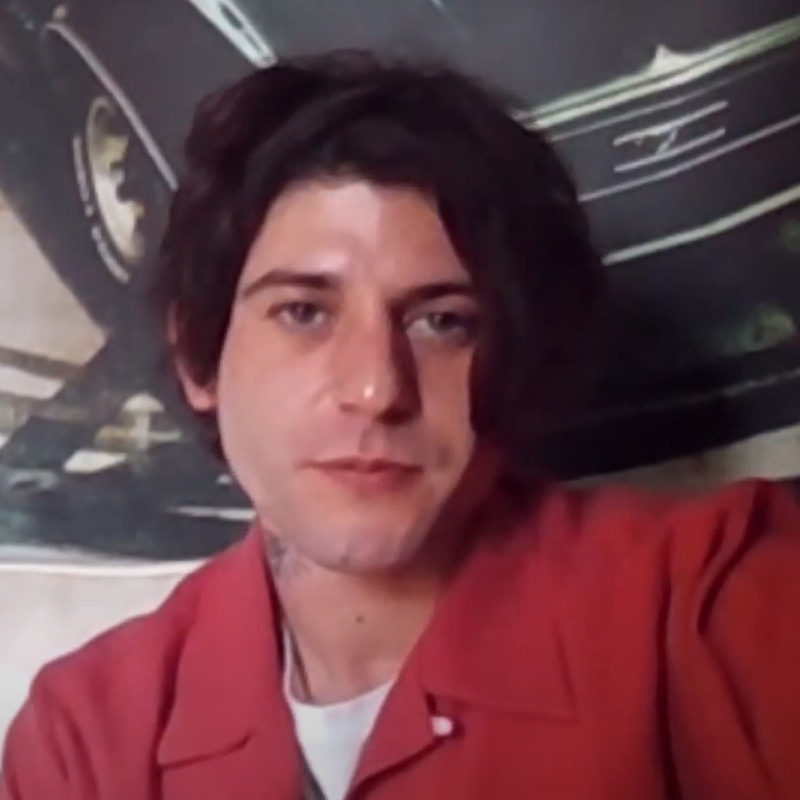
Rkomi intervistato nel febbraio 2022

Nel febbraio 2022 ha partecipato per la prima volta in gara al 72º Festival di Sanremo con il brano Insuperabile, classificatosi al diciassettesimo posto al termine della manifestazione. Il 4 febbraio, nella quarta serata dedicata alle cover, ha duettato con i Calibro 35 cantando un medley dei brani Fegato, fegato spappolato, Deviazioni e Cosa succede in città di Vasco Rossi, classificatosi al diciannovesimo posto. Nello stesso mese ha collaborato nuovamente con Elisa al singolo Quello che manca, mentre nel mese di marzo ha collaborato con Irama per il singolo 5 gocce. Nello stesso periodo la rivista Forbes Italia lo ha inserito tra gli under 30 italiani che avranno maggiore impatto nel futuro per la categoria musica. Il 17 giugno è uscito il singolo Ossa rotte, pubblicato come sesto estratto dal suo terzo album in studio.
Successivamente si è esibito ai TIM Music Awards 2022 dove ha cantato insieme a Elodie il loro singolo di successo La coda del diavolo, alla fine della manifestazione Rkomi ha ricevuto due premi per i vari successi ottenuti nel corso dell'anno.

### 2022-2023:X FactoreNo Stress
Dal 15 settembre all'8 dicembre 2022 è stato dei giudici della sedicesima edizione del talent show X Factor. L'edizione è stata vinta dai Santi Francesi della sua squadra.
Dopo aver già collaborato nei singoli Luna piena e 5 gocce, Rkomi e Irama hanno annunciato il loro primo joint album No Stress, pubblicato il 7 luglio 2023. L'uscita del disco è stata anticipata dal singolo Hollywood, pubblicato il 9 giugno. Dopo l'uscita dell'album i due artisti organizzano il No Stress Tour nei principali palazzetti italiani.

### 2024-presente: Secondo Sanremo eDecrescendo
Nel 2024 il rapper ha partecipato al singolo Nuovo me del producer Mace insieme a Bresh e Iako. Successivamente ha collaborato con il producer The Night Skinny nei singoli Good Girl e Fuck Tomorrow 2. Il 6 dicembre viene invece pubblicato il singolo Odio, quindi sono, il quale ha segnato il ritorno al rap da parte dell'artista.
Nel febbraio 2025 ha partecipato per la seconda volta in gara al 75º Festival di Sanremo con il brano Il ritmo delle cose, classificatosi al ventottesimo posto al termine della manifestazione. Il brano ha poi raggiunto la decima posizione della classifica Top Singoli e in seguito certificato disco d'oro. Il 14 febbraio, nella quarta serata dedicata alle cover, ha duettato con la cantante in gara Francesca Michielin cantando il brano La nuova stella di Broadway di Cesare Cremonini, classificatosi al diciannovesimo posto.
Il 25 aprile 2025 è uscito il singolo Apnea da un po', seguito il 15 maggio da L'ultima infedeltà. Il quarto album in studio Decrescendo è stato pubblicato il seguente 23 maggio insieme al singolo Dirti no, e si compone di diciotto tracce, tra cui collaborazioni con i colleghi Bresh, Ernia, Izi, Lazza, Nayt e Tedua.

## Stile e influenze musicali
Nonostante un avvio legato al rap puro con sonorità attuali, Rkomi si è presto proposto come esponente dell'indie rap. Nella sua musica propone spunti autobiografici, sfruttando la resilienza come tema chiave delle sue canzoni. Il disco Io in terra è stato spesso preso in considerazione come esempio di hip hop influenzato dai generi prog, funk ed altri, per via delle basi originali ed innovative (oltre alla batteria, compaiono il basso elettrico, la chitarra e la tromba). Con Ossigeno - EP, l'artista ha cominciato ad approcciare una versione più funk e pop del rap, stabilendo una nuova dimensione musicale con l'album Dove gli occhi non arrivano, caratterizzato da sonorità e compartecipazioni puramente pop.
In quanto a influenze, Rkomi annovera artisti quali i Saint PHNX, i Gorillaz e i Twenty One Pilots tra le sue fonti di ispirazione indie. A livello di hip hop, il rapper milanese si dice influenzato localmente da Noyz Narcos, Marracash, Fabri Fibra, Gué Pequeno e, a livello internazionale, il tedesco Cro, il francese Lomepal e gli statunitensi Tyler, the Creator, Chance the Rapper e Kendrick Lamar.

## Discografia

### Album in studio
- 2017 – Io in terra
- 2019 – Dove gli occhi non arrivano
- 2021 – Taxi Driver
- 2023 – No Stress (con Irama)
- 2025 – Decrescendo

### Album dal vivo
- 2021 – Taxi Driver (MTV Unplugged)

## Programmi televisivi
- X Factor (Sky Uno, Now, TV8, 2022) - giurato

## Partecipazioni a manifestazioni canore
- Festival di Sanremo (Rai 1)
  - 2022 – 17º posto con Insuperabile
  - 2025 – 28º posto sezione "Campioni" con Il ritmo delle cose

## Riconoscimenti
- Festival del Miglior Live d'autore diretto da Ruggero Pegna
  - 2022 – Premio Riccio d'argento di fatti di musica al "Miglior album" per Taxi Driver[77][78]
- Forbes Italia
  - 2022 – Inserimento tra gli under 30 italiani di maggiore impatto nel futuro nella categoria "Musica"[43]
- MTV Europe Music Awards
  - 2021 – Candidatura al Miglior artista italiano[79]